# Hydrocanthus gracilis
Hydrocanthus gracilis là một loài bọ cánh cứng trong họ Noteridae. Loài này được H.J.Kolbe miêu tả khoa học đầu tiên năm 1883.